# Kastélla (Le Pirée)
Kastélla, en grec moderne : Καστέλλα, est un quartier du Pirée en Grèce. Il comprend la partie de la ville autour du petit port de Munichie ou Tourkolímano ou Fanári et aujourd'hui Mikrolímano ainsi que la colline homonyme, qui, dans l'Antiquité, était appelée Munichie (Μουνιχία - Mounichía) ou colline de Munichie. Dans ce quartier se trouvaient autrefois de magnifiques villas, dont certaines ont survécu jusqu'à aujourd'hui. 
La colline de Kastélla a une altitude d'environ 90 mètres. Le comité établi en 1925 pour corriger les noms de diverses zones et points du Pirée l'a nommée officiellement colline de Munichie, mais elle est restée plus connue sous le nom de prophète Élie d'après l'église homonyme située à son sommet. Selon les sources disponibles, à la fin des années 1860, la municipalité du Pirée a autorisé un particulier portant le nom de Papadópoulos à construire une petite chapelle à cet endroit « au nom d'Agía Rosikí », à condition que l'église soit considérée comme municipale - ce qui a finalement eu lieu en 1883. L'église actuelle du prophète Élie est moderne, car celle qui figure sur la photo d'époque a été gravement endommagée par le tremblement de terre de 1980. 

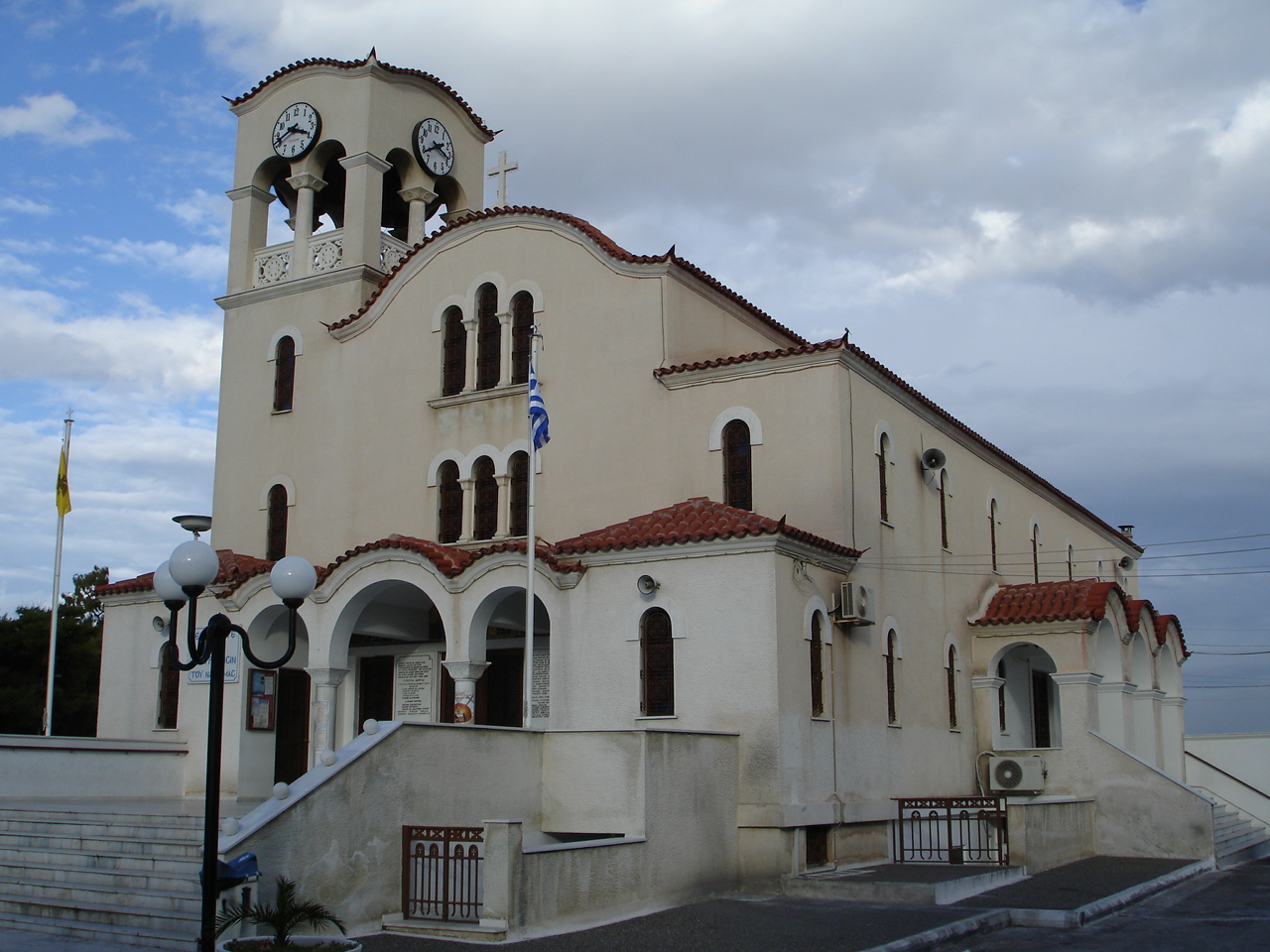
L'église du prophète Élie, au sommet de Kastélla.

Au sommet de la colline se trouve un réservoir d'eau pour l'approvisionnement en eau de la ville et, dans le passé, le quartier était connu sous le nom de quartier de la citerne. Il est à noter que les habitants du Pirée appellent le côté est de la colline (celui sur la photo) Kastélla, tandis que le côté ouest, qui fait face à la ville du Pirée, est appelé la colline du prophète Élie. 
En 403 av. J.-C., les démocrates dirigés par Thrasybule se rallient sur la colline de Kastélla, après s'être emparés des fortifications construites par Hippias en 510 avant J.-C., se fortifient et repoussent l'attaque des Trente tyrans, rétablissant la démocratie à Athènes. C'est dans cette bataille sur la colline de Kastélla que Critias, le plus habile et le plus cruel des Trente Tyrans, trouve la mort. 
Pendant la guerre d'indépendance grecque, en 1827, lors du siège d'Athènes par les troupes de Kioutachí, les Grecs de Geórgios Karaïskákis se sont fortifiés sur cette colline et depuis lors, le nom de Kastéllia (petites forteresses) et plus tard Kastélla s'est répandu. Sur la partie ouest de la colline se trouvait une batterie érigée pendant le blocus de William Parker, au cours des Parkeriká (Incident Don Pacifico).

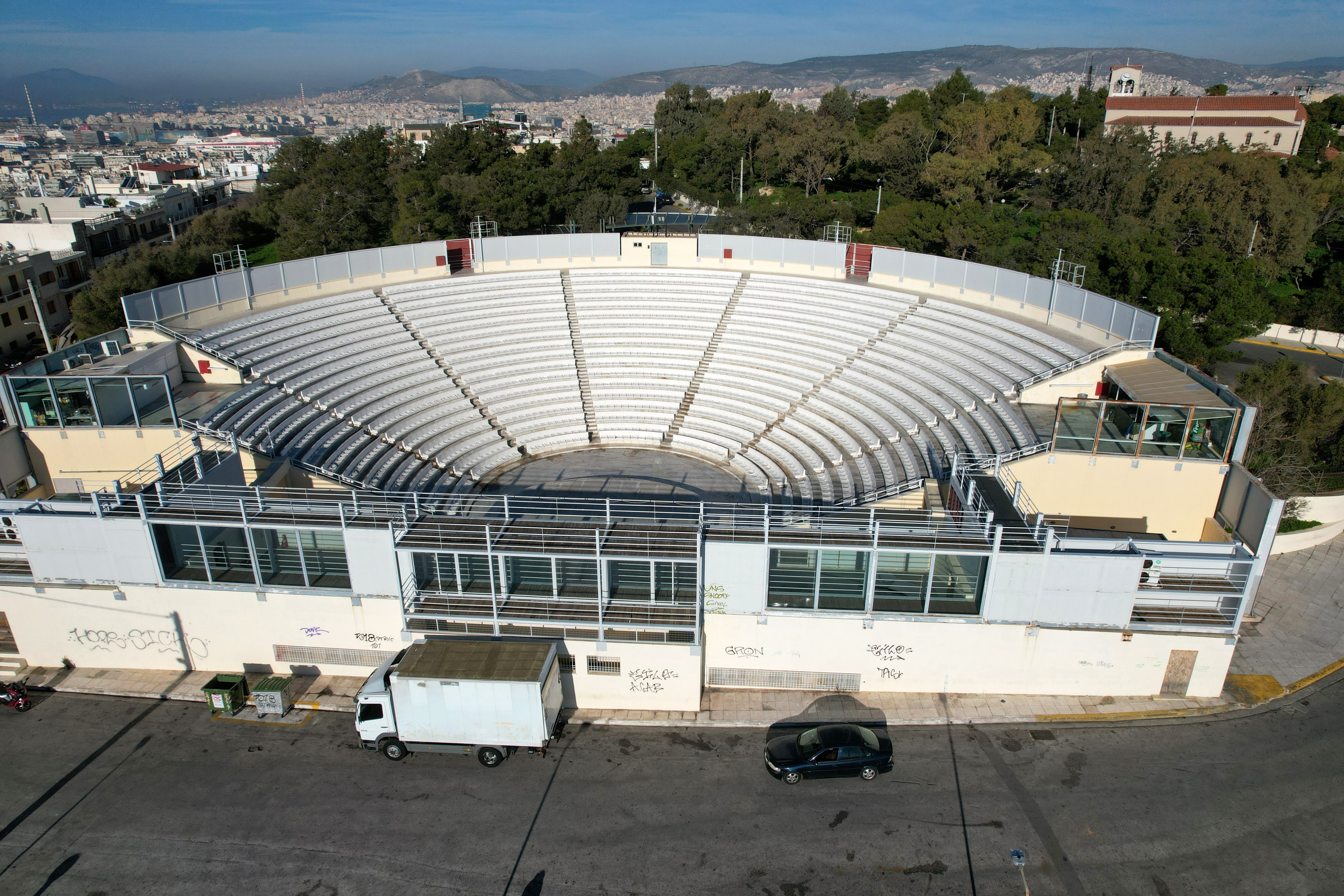
Le théâtre municipal Veákio à Kastélla.

À Kastélla, ce sont d'abord des Crétois qui se sont installés, d'où le nom de Kritiká (Κρητικά), et ensuite des réfugiés d'Asie Mineure, à l'ouest de la colline. Au sommet, d'où la vue est panoramique, se trouve une buvette municipale avec un bowling et le théâtre municipal Veákio (el), ressemblant à un théâtre antique, appelé auparavant Skylítsio (Σκυλίτσειο).
À Kastélla se trouve la piscine municipale ouverte qui porte le nom de l'athlète, entraîneur et joueur de water-polo grec, Andréas Garýfallos (el), qui a effectué une grande carrière avec l'équipe du Pirée et celle de l'équipe nationale grecque. 